# 新庄 (嘉義縣義竹鄉)
新庄，是臺灣嘉義縣義竹鄉的一個傳統地域名稱，位於該鄉中部略偏東北。相較於今日行政區，其範圍大致包括東光村南半部不含西部邊界地帶中段、埤前村東北端、傳芳村西北端、岸腳村北半部的西端。

## 歷史
台灣日治初期，新庄地區為一街庄，稱為「新庄」，隸屬於龍蛟潭堡。該庄昔日西北西與龍蛟潭庄為鄰，北北東與西後藔庄、東後藔庄為鄰，東南東邊為角帶圍庄，南南西邊為義竹圍庄、埤仔頭庄。
1901年（日治明治三十四年）11月11日，全台廢縣廳改設二十廳，該庄隸屬於鹽水港廳。1904年（明治三十七年）4月1日，該庄編入「東後藔區」，隸屬於鹽水港廳。1909年（明治四十二年）10月25日，全台合併二十廳為十二廳，東後藔區改隸屬於嘉義廳。1920年（大正九年）10月1日，全台地方制度大改正，廢十二廳改設五州二廳，該庄改制為「新庄」大字，隸屬於臺南州東石郡義竹庄。
戰後義竹庄改制為義竹鄉，隸屬於臺南縣，大字亦改制為村。1950年10月25日，雲、嘉、南分治，義竹鄉改隸屬嘉義縣。

## 聚落
本地區發展較早的聚落為新庄，在日治期初期的官方地圖上已有記載。

## 交通
省道台19線又稱「中央公路」，是彰化至永康的幹道，經過本地區東部。由該道路北行可前往朴子市、六腳鄉、雲林縣北港鎮、元長鄉等地，南行可前往義竹鄉義竹市區、臺南市鹽水區、學甲區、佳里區等地。
鄉道嘉28線是新庄至義竹的道路，其東側端點（起點）位於本地區東部的省道台19線路口，經過本地區主聚落東郊。

## 公共設施
- 台灣電力公司義竹一次配電變電所

## 產業
- 善化糖廠岸內原料課